# O Quarto Estado
O Quarto Estado (em italiano:  Il quarto stato) é uma pintura a óleo sobre tela (293×545 cm) do pintor italiano Giuseppe Pellizza da Volpedo (1868-1907), concluída em 1901 e conservada no Museu do Novecento em Milão.
O Quarto Estado descreve um grupo de trabalhadores marchando em protesto numa praça, presumivelmente a Malaspina de Volpedo. O avanço do desfile não é violento, mas lento e seguro, para sugerir uma sensação de inevitável vitóriaː foi intenção de Pellizza dar vida a "uma massa popular, de trabalhadores da terra, que inteligentes, fortes, robustos, unidos, marcham como torrente esmagadora de quaisquer obstáculos que surgem para atingir o lugar onde encontra o equilíbrio».

## Descrição
Variado é também o significado da pintura, que se destaca do das obras anteriores Embaixadores da fome e Torrente; enquanto nestas Pellizza apenas quis representar uma manifestação de rua, como acontecera com outras obras contemporâneas (entre as quais La piazza Caricamento de Plinio Nomellini e L'oratore di sciopero de Emilio Longoni), neste caso o autor pretende assinalar a ascensão da classe trabalhadora, o "quarto estado", ao lado da classe burguesa.
Em primeiro plano, na frente da multidão em protesto, estão três figuras, dois homens e uma mulher com uma criança nos braços. A mulher, a que Pellizza deu os traços de sua esposa Teresa, está descalça, e incita com um gesto eloquente os manifestantes a segui-la: a sensação de movimento encontra expressão nas inúmeras dobras do seu vestido. À direita da mulher segue aquele que é provavelmente o protagonista da cena, um "homem de cerca de 35 anos, orgulhoso, inteligente, trabalhador" (como disse o próprio Pellizza) que, com uma mão no bolso e a outra segurando o casaco ao ombro, avança com desenvoltura, graças à solidez do cortejo. À direita deste vai um outro homem que avança em silêncio, pensativo, com a jaqueta caida sobre o ombro esquerdo.

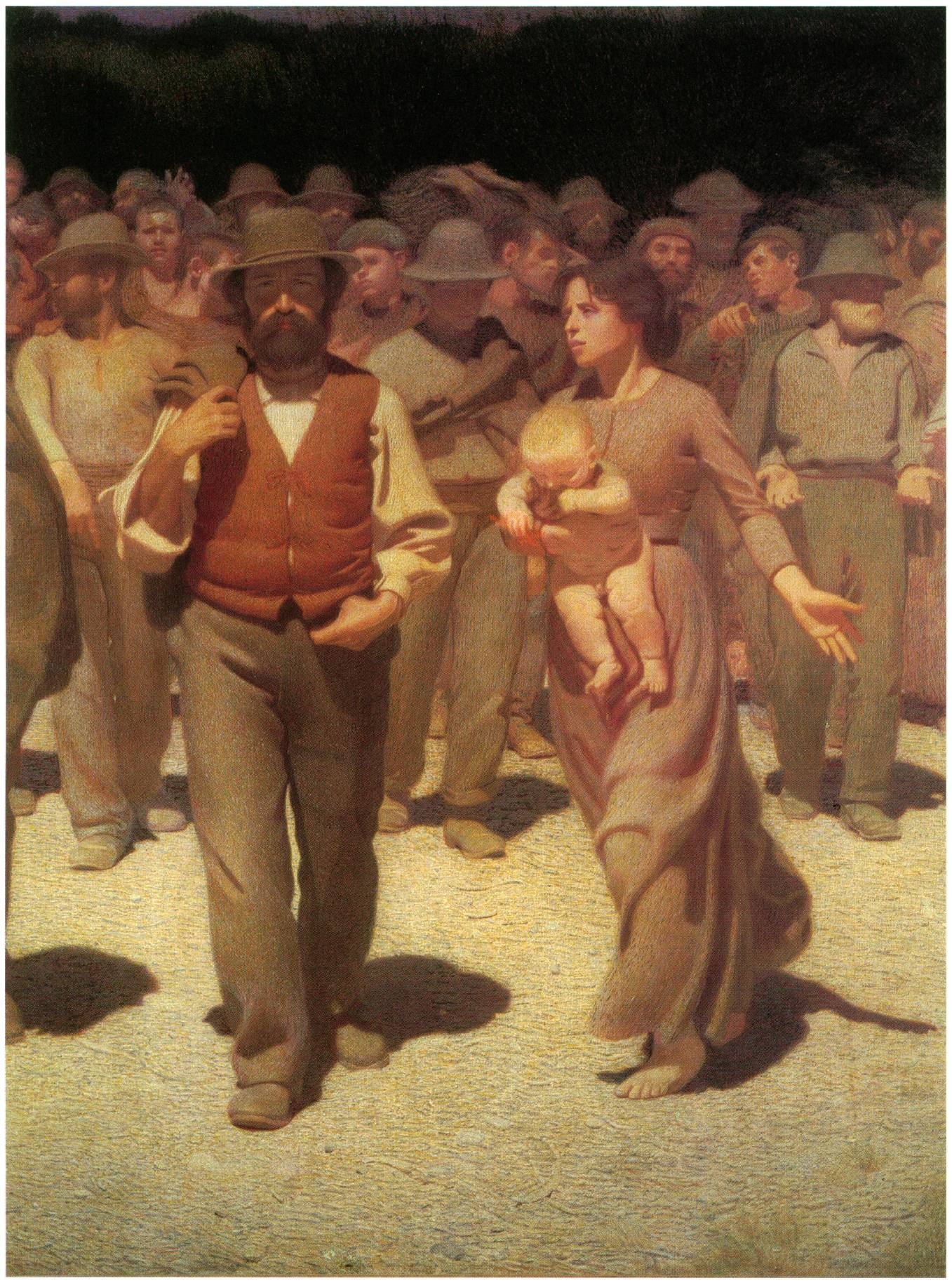
Detalhe de O Quarto Estado

A quinta personagem constituída pelo resto dos manifestantes dispõe-se num plano frontal: estes últimos dirigem o olhar em direções diferentes, o que sugere que têm o controle pleno da situação. Todos os camponeses têm gestos muito naturais: alguns levam crianças pela mão ou ao colo, outros colocam a mão sobre os olhos para proteger-se do sol e outros simplesmente olham em frente.
As figuras dos camponeses estão dispostas horizontalmente, de acordo com os ditames da composição paratáxica: nesta solução de composição, se por um lado recorda o classicismo do friso, por outro evoca de forma contudente uma situação muito realista, que pode ser - por exemplo - uma manifestação de rua. É desta forma que Pellizza combina "valores referentes à civilização clássica antiga com a consciência moderna dos próprios direitos civis"; esta combinação também se manifesta nas reminiscências renascentistas da obra, que se inspira na expressividade das figuras diretamente de obras-primas como Escola de Atenas de Rafael e Última Ceia de Leonardo da Vinci.

### Modelos

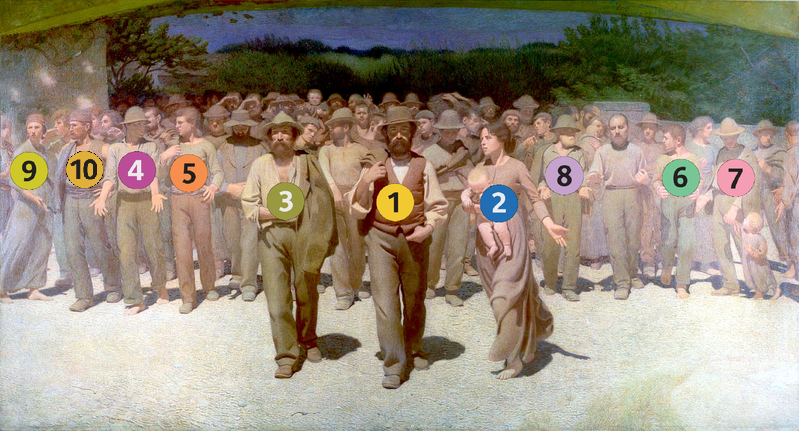
Os modelos que posaram para a realização de O Quarto Estado: a numeração correponde à do parágrafo § Modelos.

Na tela vêem-se os rostos de muitos amigos de Pellizza, muitos deles da sua nativa Volpedo. Com referência à imagem ao lado, indicam-se a seguir os modelos que posaram para o artista na execução de O Quarto Estado:
 Giovanni Zarri, dito Gioanon, nasceu em Volpedo e desde tenra idade começou a trabalhar em carpintaria. Casou-se com Luigina Belloni, com quem teve oito filhos e viveu sempre em Volpedo até à sua morte em 1910. Outro modelo para esta figura foi o jovem Giovani Gatti, farmacêutico de Volpedo com o qual Pellizza se deleitava a falar sobre socialismo.
 Teresa Bidone nasce em Volpedo em 1875. Em 1892 desposou Pellizza, com quem teve três filhos: Maria, Nerina e Pietro. Faleceu em 1907 imediatamente após ter dado à luz o terceiro filho.
 Giacomo Bidone que nasceu em Volpedo em 1884 onde viveu exercendo a profissão de carpinteiro até 1891, quando viúvo se mudou para Viguzzolo, tendo depois emigrado para os EUA seguindo os passos de seu tio.
 Luigi Dolcini nasce em Volpedo em 1881.
  Giuseppe Tedesi nasce em 1883 em Volpedo. Primogénito uma histórica família de louceiros, viveu na aldeia Brignano-Frascata com a sua esposa Rosalia Giani tendo falecido em 1968.
 Lorenzo Roveretti nasceu em Volpedo em 1874.
 Costantino Gatti nasceu em Volpedo em 1849. Conhecido cesteiro casou com Judith Bernini com quem viveu até à sua morte em 1925.
 Maria Albina Bidone, cunhada mais nova de Pellizza, nasceu em Volpedo em 1879, tendo falecido de tuberculose em 1907; o seu marido, Giovanni Ferrari (), tomado pela dor cometeu mais tarde suicídio.

## Génese

### 1891-1895:Embaixadores da fome
Pellizza começou a trabalhar num esboço de Embaixadores da fome em 1891, depois de ter assistido a uma manifestação de protesto de um grupo de operários. O artista ficou muito impressionado com a cena, tanto que anotou no seu diário:
A questão social impõe-se; muitos estão dedicados a ela e estudam esforçadamente para resolvê-la. Também a arte não deve ser estranha a este movimento em direção a um objetivo que ainda é desconhecido, mas que se sente que deve ser muito melhor do que as condições atuais.

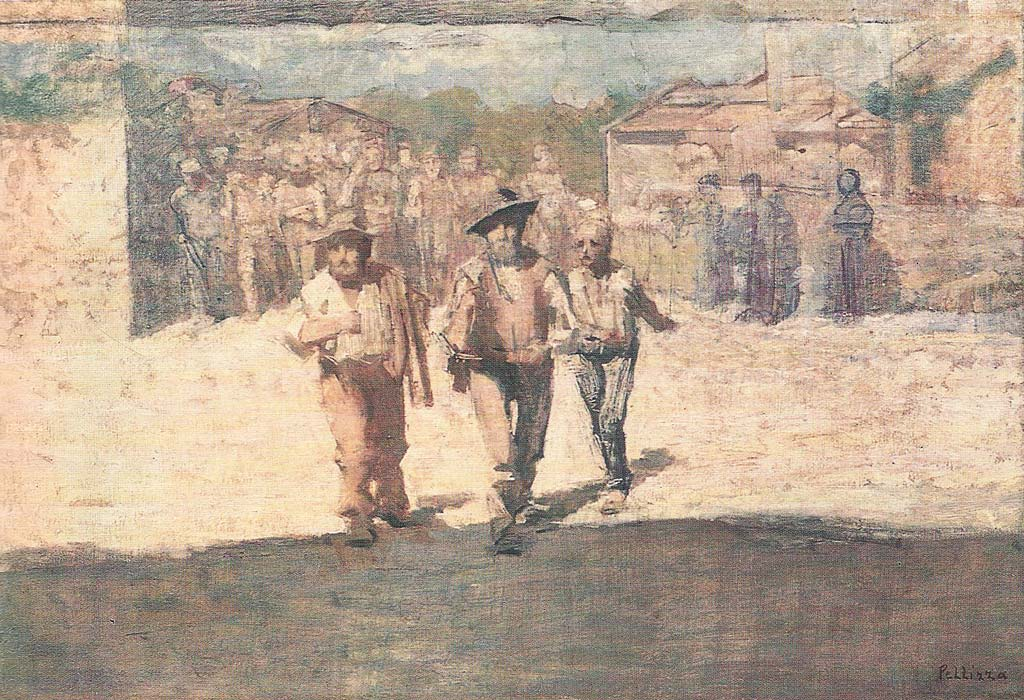
Embaixadores da fome constitui a primeira etapa do percurso que conduzirá à elaboração final de O Quarto Estado.

O esboço foi concluído em abril de 1891. O assunto é uma revolta de trabalhadores na praça Malaspina em Volpedo, com três indivíduos à testa de um grupo em protesto: a cena é vista de cima e as figuras estão distribuídas em linhas ortogonais. Apesar do caracter "embrionário" da obra, como haveria mais tarde de afirmar o próprio artista, Embaixadores da fome já se define como pedra angular para o desenvolvimento posterior da obra, apresentando já a peculiaridade do trio da frente e da massa popular em fundo, e o destaque de sombra em primeiro plano.
Houve várias outras obras intermédias entre o primeiro rascunho de Embaixadores da fome e Torrente. Ainda de 1891 é Piazza Malaspina em Volpedo, representação da topografia de Volpedo feita «dal vero», preparatório para o fundo das versões posteriores; e, de facto, houve duas outras versões de Embaixadores da fome, uma de 1892 e outra de 1895. O esquiço de 1892 é muito semelhante às anteriores, sendo adicionado, no entanto, um grupo de mulheres, figuras antitéticas em comparação com os homens trabalhadores, que desta forma tanto são motivados como acalmados pela presença feminina. A última etapa do percurso até Torrente (Fiumana) é a versão dos Embaixadores de 1895, realizada após três anos de paragem em papel pardo, na forma de desenho a giz e carvão vegetal. Pellizza escreveu:
Os embaixadores são dois e avançam sérios na praça para o palácio do senhor que projeta a sombra a seus pés [...] avança a fome com as suas múltiplas atitudes - são homens, mulheres, idosos, crianças: todos os que têm fome vêm reclamar o que é de direito - serenos e calmos, apesar de tudo, como que a exigir nem mais nem menos do que aquilo que merecem - eles sofreram tanto, é chegada a hora da redenção, assim pensam eles e não o querem obter pela força, mas com razão - alguém poderá levantar o punho em ameaça, mas a multidão não o acompanha, esta confia nos seus embaixadores - homens inteligentes [...] uma mulher que corre mostrando a criança magra, uma outra, um terceira, está o chão e tenta em vão alimentar o bebê exausto com os seios estéreis - outra grita maldições.
Na passagem anterior, o artista enfatiza a sua vontade de realizar um quadro generalistaː para ser representativo não apenas dos camponeses de Volpedo, mas de toda uma parte da sociedade que "sofreu tanto" e que tem a intenção de reivindicar os seus direitos através de uma luta "serena, calma e fundamentada».

### 1895-1898:Torrente(Fiumana)
Pellizza, antes de pintar a grande tela Torrente, decidiu, em agosto de 1895, realizar um estudo em óleo preliminar: esta versão é na verdade um ponto de ruptura com os antecedentes Embaixadores da fome. Em comparação com as versões anteriores, a massa de gente aqui é vastíssima, de modo a formar - como o título sugere - uma verdadeira torrente humana; também muda a gama de luz, desta vez com o uso de «contrastes desde o amarelo ao vermelho, com dominantes sulfurosas nas figuras e com tonalidades de azul e verde em fundo, onde o céu é de forte intensidade azul e as plantas de verde que se refletem no solo.» Simultaneamente, a sombra em primeiro plano é abolida e é favorecido um ponto de vista menos elevado, de modo a dar maior ênfase à multidão, desta vez trazida mais para a frente. É junta uma nova figura feminina com um bebê nos braços; esta última, colocada em posição subordinada em relação aos protagonistas, entende-se passivamente como uma alegoria da humanidade.
Graças também "à realização de vários desenhos e cartões preparatórios" e de "fotografias tiradas especificamente com os seus modelos posando", Pellizza pôde desenvolver a versão final da própria Fiumana em julho de 1895. As diferenças são várias: a paisagem sofre algumas mudanças, enquanto que a linha de figuras é chegada para trás, assim como fica mais delgada, permitindo a inserção de outros homens. O objetivo de Pellizza era o de restituir vitalidade a um povo que já não era "uma natureza morta, mas uma massa viva e palpitante, cheia de esperança humilde ou de ameaças obscuras". Outra particularidade de Fiumana é o seu valor universal, cristalizado num poema escrito na margem da tela pelo próprio Pellizza:
| Texto original | Tradução livre |
| --- | --- |
| S'ode ... passa la Fiumana dell'umanità genti correte ad ingrossarla. Il restarsi è delitto filosofo lascia i libri tuoi a metterti alla sua testa, la guida coi tuoi studi. Artista con essa ti reca ad alleviarle i dolori colla operaio lascia la bottega in cui per lungo lavoro ti consumi e con essa ti reca e tu chi fai? La moglie il pargoletto teco conduci ad ingrossare la fiumana dell'Umanità assetata di giustizia - di quella giustizia conculcata fin qui e che ora miraggio lontano splende. | Ouve-se ... passa a Torrente da humanidade gente correi a engrossá-la. Ficar é crime filósofo deixa os teus livros e vai para a sua frente, dirige-la com os teus estudos. Artista com ele, vai para aliviar-̃lhe a dor operário deixa a oficina em que há tanto o trabalho te consome e com ele traz outro e tu, que fazes? A mulher seu filho pequeno leva a engrossar a torrente da Humanidade sedenta de justiça - daquela justiça há muito pisada e que agora é uma miragem brilhante ao longe. |

Com a Torrente, Pellizza pretende tocar um hino à globalidade dos participantes na marcha: um cortejo que se refere a todos os membros da comunidade ("gente correi a engrossá-la"), coesos para avançar para a luz de um futuro em que "a justiça brilha." Trata-se, em suma, de um exemplo primitivo de pintura social:
"É uma tentativa minha de elevar-me um pouco acima da vulgaridade das pessoas que não estão informadas de uma ideia fundamental. Tento a pintura social" - Giuseppe Pellizza da Volpedo

### 1898-1901:O Quarto Estado

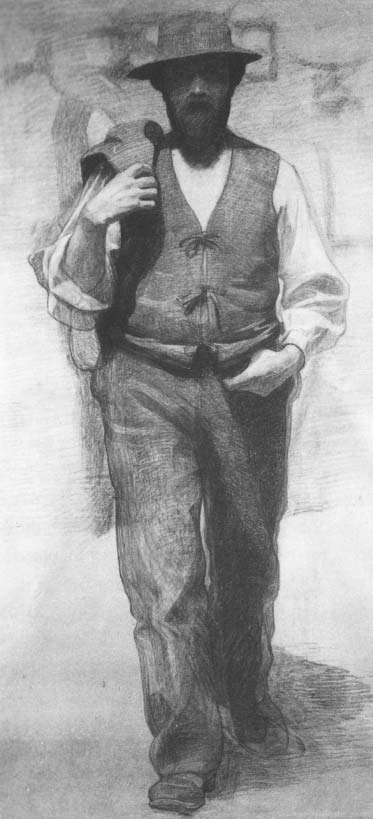
Figura masculina (1898), estudo em carvão sobre cartolina

Insatisfeito com o resultado técnico-artístico da Torrente, sobretudo à luz do brutal Massacre de Bava-Beccaris (1898) em Milão, Pellizza decide em 1898 retomar pela terceira vez o trabalho sobre o "maior cartaz de que o proletariado italiano possa gabar-se na passagem do século XIX para o XX." Os seus objetivos eram o de tornar a torrente mais tumultuosa e impetuosa, fazendo-a "avançar em cunha para o observador", e aperfeiçoar os valores cromáticos: é nesta base que, em 1898, ele desenvolveu A jornada dos trabalhadores (Il cammino dei lavoratori). Neste esboço preparatório é dado maior relevo aos gestos dos trabalhadores, enriquecendo-os com anotações realistas; as primeiras linhas também são delineadas com maior plasticidade, «para dar forma de torrente à parte final do círculo, sob um céu dividido em espaços serenos e nuvens em turbilhão».
Este dinamismo traduz-se também na modulação das imagens, plasmadas numa gama de cores quentes, tendendo para o ocre-rosado, dispostas com pinceladas de traços e pontos. A técnica de pintura é explicada pelo próprio artista em carta de 1898 dirigida ao amigo Mucchi:
Agrada-me a teoria dos contrastes, a dos complementares e da divisão da cor de acordo com o propósito no meu trabalho. Toda a ciência sobre a luz e as cores me desperta um interesse especialː por ela posso ter consciência do que faço. [...] Para tal, são as tentativas que faço no presente; e, na esperança de conseguir o melhor resultado, faço estudos preliminares para ter bem em mente o que quero fazer; depois desenho os cartões para decalcar na tela, sobre esta aplico a cor de preparação, após o que tento terminar todos os detalhes do quadro verdadeiro. E no resultado não devem ser nem tudo pontos nem tudo traços, nem tudo massa; e nem tudo liso, ou tudo áspero; mas variado como são variadas as aparências dos objetos na natureza, e atingir com as formas e cores "uma harmonia falante" (esta seria a meta suprema), uma ideia na mente ou um sentimento no coração.
Com Jornada dos trabalhadores, por outro lado, altera a finalidade social da pintura de Pellizza, que se passa para o ambiente sócio-proletário. O que se representa não é mais uma "corrente humana", mas "homens de trabalho" que fazem da luta pelo direito universal uma luta de classes: a sua jornada para o observador não é violenta, mas lenta, firme, com uma calma tal que vem à mente uma sensação inevitável de invencibilidade.
A elaboração de Jornada dos trabalhadores exige três anos. Pellizza poderá pousar o pincel apenas em 1901, quando, com a obra completa, decidiu dar-lhe um novo título: O Quarto Estado (Il quarto stato).

## Recepção e legado
Il quarto stato foi apresentado ao público pela primeira vez na Exposição Internacional de Arte Decorativa Moderna/Quadrienal de Turim de 1902, juntamente com outro quadro importante de Pellizza, Il tramonto. A obra não teve reconhecimento (o júri, na qual figurava um seu amigo, o escultor Leonardo Bistolfi, decretou vencedor o esboço de David Calandra para Monumento ao príncipe Amedeo); outra decepção foi não ter sido comprado por um museu, da Casa de Sabóia ou de algum organismo público, para poder resolver a sua situação financeira desastrosa. No entanto, a concepção de Quarto Estado foi absolutamente exemplar: Giovanni Cena depois da Quadrienal escreveu que "é algo que vai permanecer e sem medo do tempo, porque o tempo o vai beneficiar".

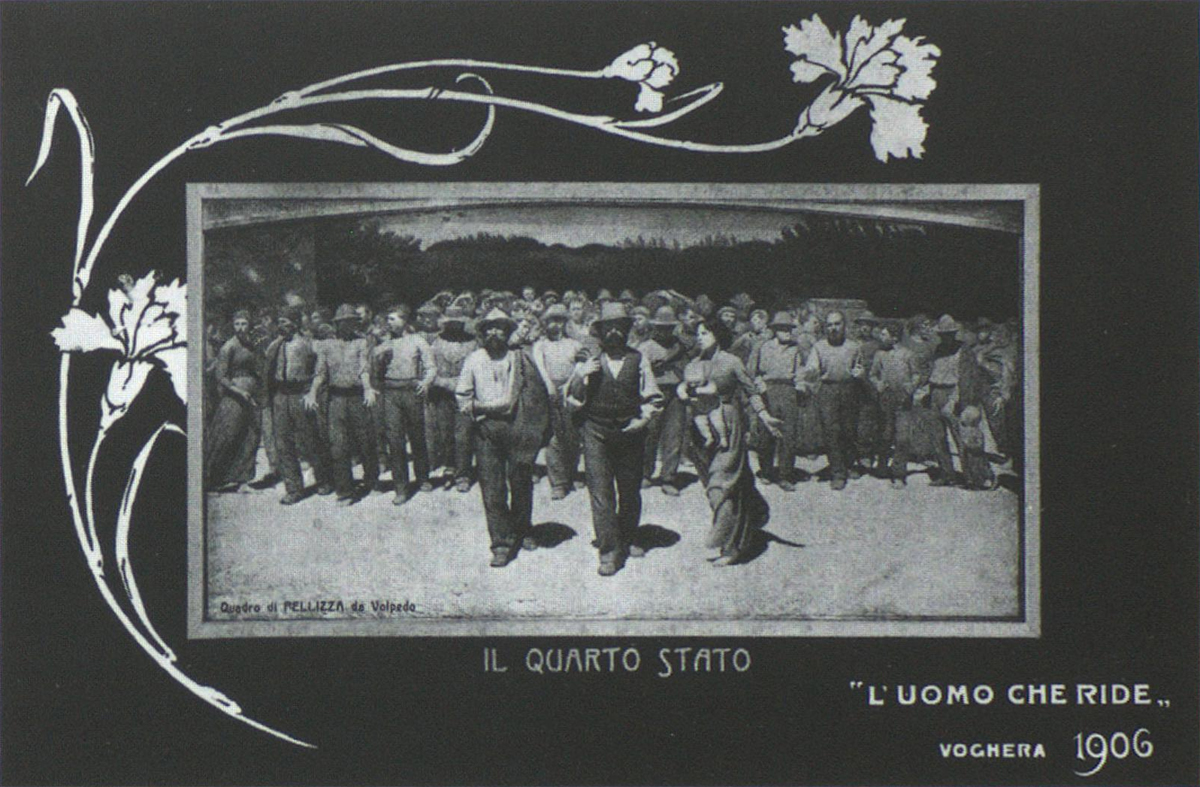
Cartolina com Il quarto stato emoldurado por cravo em estilo Arte nova impressa pela revista O Homem que Ri (L'uomo che ride) como oferta aos assinantes

O sucesso de O Quarto Estado junto do público não começou nas salas de exposições - como esperava Pellizza - mas na imprensa socialista e em inúmeras reproduções.
Apesar das objeções dos críticos, já em 1903 a pintura foi reproduzida na revista milanesa Leia-me! Almanaque para a paz  (Leggetemi! Almanacco per la pace), servindo de moldura artística para um artigo de Edmondo De Amicis; da mesma forma, no 1º de maio de 1903, foi reproduzido no jornal União, o mesmpo tendo acontecido no  L'Avanguardia socialista no 1º de Maio do ano seguinte. E mais uma vez em 1905, surgiu como símbolo da classe trabalhadora aparecendo no Avanti! della domenica, o jornal histórico do Partido Socialista Italiano; em 1906, por sua vez, foi o cartão-presente do jornal de Voghera O Homem que Ri (L'uomo che ride), dirigido por outro amigo de Pellizza, Ernesto Majocchi, com o consentimento «agradecido» do artista.
Entretanto, Pellizza tentou por várias vezes exibir O Quarto Estado noutras exposições, mas em vão: os curadores das exposições, temendo o perigo do assunto, recusam sempre a expô-lo. Pellizza pôde ver a sua obra de arte em exposição apenas uma vez, em 1907, em Roma, na Sociedade Promotora de Belas Artes, pois cometeu suicídio, ainda não tinha quarenta anos, em 14 de junho daquele ano.
Após um período de estagnação (devido à morte súbita de Pellizza, e às ferozes críticas a que foi sujeita a sua obra completa nos anos seguintes), O Quarto Estado foi exposto, em pleno Biênio Vermelho, numa monografia sobre o artista na Galeria Pesaro, em Milão. Foi esta exposição decisiva para o futuro da obra: o crítico de arte Guido Marangoni ficou impressionado com a imponência do quadro pellizziano, e decidiu promover um subscrição pública para a compra do mesmo. A iniciativa de Marangoni teve um grande sucesso, tanto que, após a compra pelo preço de cinquenta mil liras, a pintura finalmente encontrou lugar no Museu do Castelo Sforzesco na Sala de Baile.
A obra permaneceu visível naquele lugar até os anos trinta quando, durante a reorganização fascista das exposições do museu, foi confinado a um depósito, de onde reemergirá apenas em meados dos anos cinquenta, quando foi recolocada no salão do Palácio Marino, logo que foi reconstruído após os bombardeios de guerra de 1943.

Imagem inicial do filme 1900 de Bernardo Bertolucci.

Foi durante a permanência no Palácio Marino, lugar de elevado valor simbólico (como sublinhou o então prefeito de Milão Antonio Greppi), que o culto de O Quarto Estado foi revivido; isto deveu-se principalmente ao magistério crítico de Corrado Maltese, que classificou a pintura como o "monumento maior que o movimento operário se podia vangloriar em Itália». Graças ao julgamento de Maltese, a pintura foi objecto da redescoberta pelos críticos contemporâneos, tornando-se o centro de inúmeras exposições e trabalhos de investigação, entre elas as monografias de Aurora Scotti (Il quarto stato e Pellizza da Volpedo. Catálogo geral) e de Gabriella Pelissero (Pellizza per il Quarto Stato). Com o desenvolvimento dos meios de comunicação, O Quarto Estado também tem sido divulgado fora dos círculos artísticos e literários, aparecendo no cinema: neste sentido, foi fundamental o filme 1900 de 1976 dirigido por Bernardo Bertolucci, onde o quadro de Pellizza é o pano de fundo aos créditos de abertura.
Il quarto stato permanece no Palácio Marino até 1980, quando foi transferido para a Galeria de Arte Moderna de Milão, numa sala inteiramente dedicada ao divisionismo; em 2011 foi transferido para a sua localização atual no Museu do Novecento, constituindo a primeira obra em exposição o que atesta o seu reconhecimento artístico.